# Baron Croft

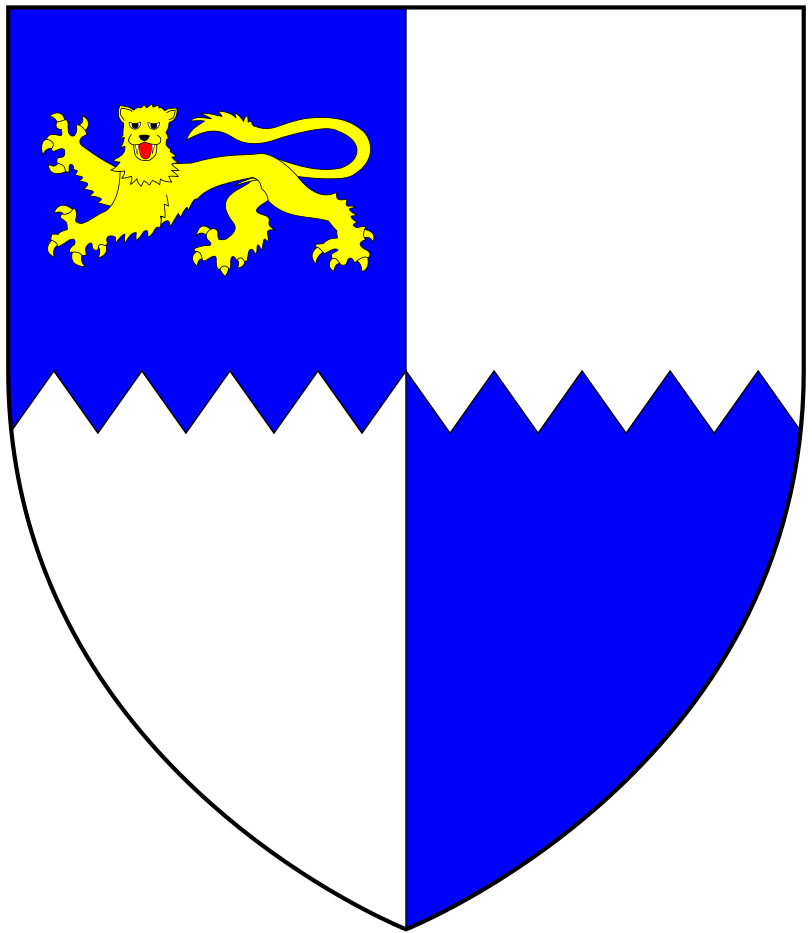
Familienwappen der Barone Croft

Baron Croft, of Bournemouth in the County of Southampton, ist ein erblicher britischer Adelstitel in der Peerage of the United Kingdom.

## Verleihung
Der Titel wurde am 28. Mai 1940 für den konservativen Unterhausabgeordneten Sir Henry Croft, 1. Baronet, geschaffen. Diesem war bereits am 28. Februar 1924 in der Baronetage of the United Kingdom der fortan nachgeordnete Titel Baronet, of Knowle in the County of Southampton, verliehen worden.
Heutiger Titelinhaber ist seit 1997 dessen Enkel Bernard Croft als 3. Baron.

## Liste der Barone Croft (1940)
- Henry Croft, 1. Baron Croft (1881–1947)
- Michael Croft, 2. Baron Croft (1916–1997)
- Bernard Croft, 3. Baron Croft (* 1949)

Aktuell existiert kein Titelerbe.